# جهاز التخطيط والإحصاء (قطر)
جهاز التخطيط والإحصاء( قطر) هو الجهاز الوطني للإحصاء والمصدر الرسمي للبيانات والمعلومات الإحصائية في دولة قطر، إنشأ بموجب القرار الأميري رقم 25 لسنة 2007م. وهو جهاز مستقل يتبع بصفة مباشرة لمكتب الأمير تميم بن حمد آل ثاني. وقد حل الجهاز مكان إدارة الإحصاء بمجلس التخطيط سابقا، وهو منفصل عن الأمانة العامة للتخطيط التنموي والتي هي أيضا منبثقة من مجلس التخطيط. جهاز الإحصاء مسئول عن إنتاج وتحليل ونشر الإحصاءات الرسمية الديموغرافية، الاجتماعية، الاقتصادية والإحصاءات البيئية وغيرها من الإحصاءات المتعلقة بالدولة. يلعب جهاز الإحصاء دورًا هامًا في عملية التنمية الوطنية للدولة بتوفير المعلومات الإحصائية المطلوبة لصياغة السياسات المعتمدة على الحقائق ويقوم بتنسيق التكامل والتناغم للإحصاءات المنتجة بواسطة جهات حكومية أخرى، وينسق أعمالة مع المنظمات الدولية والإقليمية فيما يتعلق بالمفاهيم والتعاريف الإحصائية.

## رؤية جهاز الإحصاء
الوصول إلى اعتراف المستخدمين الوطنين والدوليين بالجهاز كمصدر رسمي موثوق للبيانات الإحصائية عالية الجودة يعتمد عليها

## مهمة جهاز الإحصاء
- تلبية حاجات المستخدمين من البيانات الإحصائية الجيدة لدعم صياغة السياسات المستندة إلى الأدلة ومتابعة التقدم التنموي مع الالتزام بأفضل الممارسات الدولية.
- توفير البيانات المرجعية الرسمية عن الظروف الاجتماعية والديموغرافية والاقتصادية والبيئية.
- توحيد المفاهيم والتعارف الإحصائية وتنسيق أنشطة منتجي البيانات في الدولة مع ضمان إنتاج إحصاءات متماسكة ومتكاملة للاستخدام الوطني والإقليمي والدولي.
- دعم وزيادة الوعي الإحصائي وتعزيز الاستخدام الصحيح للإحصاءات.